# Fujiwara no Teishi
Fujiwara no Teishi (藤原定子?; 977 – 13 gennaio 1001) è stata una imperatrice consorte del Giappone.
Appare nel libro Note del guanciale, scritto dalla sua dama di compagnia Sei Shōnagon.

## Biografia
Fu la prima figlia del Sesshō Fujiwara no Michitaka (藤原道隆?) e della poeta waka Takashina no Takako (高階貴子?). Nel febbraio del 990 divenne concubina (女御?, Nyōgo) e nell'ottobre imperatrice (中宮?, Chūgū) dell'imperatore Ichijō. Fu stabilito che sposasse l'imperatore Ichijō al compimento della sua maggiore età. Le fu conferito il titolo di imperatrice e suo padre fu formalmente nominato reggente dell'imperatore.
L'imperatrice Teishi ospitò una corte letteraria e culturale e Sei Shōnagon fu nominata sua dama di compagnia. Nel 995 suo padre morì in un'epidemia che colpì la capitale e gli succedette come reggente il suo rivale, lo zio Fujiwara no Michinaga. I suoi fratelli Korechika e Takaie furono coinvolti in uno scandalo che portò al loro esilio. Takaie e i suoi compagni samurai attaccarono l'imperatore e il suo seguito, trafiggendo l'imperatore con un arco attraverso la manica della sua veste, di conseguenza, i fratelli furono esiliati: Korechika a Dazaifu e Takaie a Izumo. La perdita sia del padre che dei fratelli indebolì notevolmente la sicurezza della posizione di Teishi a corte. Sadashi, che a quel tempo era incinta, lasciò il Palazzo Imperiale e si trasferì al Palazzo Nijo. Nell'estate dello stesso anno, il palazzo Nijo venne distrutto da un incendio e in ottobre morì sua madre, Takako. In mezzo a questa serie di disgrazie, Sadako diede alla luce la sua prima figlia, la principessa Shushi, il 16 dicembre. Come raccontato in Note del guanciale, fu obbligata a trasferirsi nella casa di Taira no Narimasa , la cui casa era significativamente al di sotto del suo alto rango come membro della corte e quindi umilianti.
Il 17 dicembre 999 diede alla luce il primo figlio dell'imperatore Ichijo, il principe Atsuyasu. Il 2 aprile 1000, il nuovo reggente, lo zio di Teishi, nominò Fujiwara no Shōshi imperatrice e le fu dato il titolo di "Chūgū", mentre Teishi, che in precedenza aveva avuto il titolo di "Chūgū", venne dato il titolo di "Kōgō", rendendo questa la prima volta nella storia in cui ci fu "un imperatore, due imperatrici".
A causa della competizione tra lei e Shōshi, la seconda imperatrice, fu sviluppato il sillabario Kana. Durante la cultura di corte del periodo Heian, in particolare, le donne mostravano la loro bellezza nella loro capacità di scrivere poesie, suonare strumenti e dipingere. La dama di compagnia di Teishi, Sei Shonagon, scrisse "Note del guanciale" per guadagnarsi l'affetto dell'imperatore. Tuttavia, la dama di compagnia di Shōshi, Murasaki Shikibu, scrisse il famoso "Genji monogatari", che ebbe un impatto maggiore sulla società Heian, promuovendola infine anche al rango di imperatrice.
L'imperatrice Teishi morì il 15° giorno del 12° mese dopo aver dato alla luce sua figlia Bishi (媄子内親王?, Bishi naishinnō). Suo figlio, Atsuyasu, fu adottato da Shōshi nel 1004. Atsuyasu era il favorito di suo padre, l'imperatore Ichijō, ma l'imperatore non fu in grado di dichiararlo principe ereditario a causa della mancanza di sostegno familiare una volta che nel 1008 nacque il figlio di Shōshi. Il diario del calligrafo di corte Fujiwara no Yukinari riporta che anche entro un mese dalla nomina di suo figlio Atsuhira (in seguito imperatore Go-Ichijō), l'imperatore Ichijō stava ancora considerando di nominare Atsuyasu per il trono.